# 39th Air Base Wing
Il 39th Air Base Wing è uno stormo di Base Aerea dell'United States Air Forces in Europe. Il suo quartier generale è situato presso la Incirlik Air Base, in Turchia, della quale è l'unità ospitante.

## Organizzazione
Attualmente, al settembre 2017, lo stormo controlla:
- 86th Air Base Wing Staff
  - 86th Comptroller Squadron
- 39th Medical Group
- 39th Mission Support Group
  - 39th Civil Engineer Squadron
  - 39th Communications Squadron
  - 39th Contracting Squadron
  - 39th Logistics Readiness Squadron
  - 39th Force Support Squadron
  - 425th Air Base Squadron - Smirne, Turchia
  - 717th Air Base Squadron - Ankara, Turchia
- 39th Weapons System Security Group
  - 39th Maintenance Squadron
  - 39th Security Forces Squadron
  - 39th Operations Support Squadron